# مايك ماكوري
مايك ماكوري (بالإنجليزية: Mike McCurry (press secretary))‏ (و. 1954 – م) هو صحفي من الولايات المتحدة الأمريكية . ولد في تشارلستون، كارولاينا الجنوبية . تولى منصب السكرتير الصحفي للبيت الأبيض (22 ديسمبر 1994–4 أغسطس 1998) .
وهو عضو في الحزب الديمقراطي الأمريكي .

## التعليم
تعلم في جامعة جورجتاون.
| المناصب السياسية | المناصب السياسية                         | المناصب السياسية |
| ---------------- | ---------------------------------------- | ---------------- |
| سبقه دي دي مايرز | السكرتير الصحفي للبيت الأبيض 1994 - 1998 | تبعه جو لوكهارت  |